# Социалдемокрация
Вижте пояснителната страница за други значения на Социалдемократи.
Социалдемокрацията е политическа идеология, която се заражда в края на XIX век от социалистическото движение. За разлика от марксизма, чиято цел е премахването на капитализма, тази цел на социалдемокрацията е преобразуването му и премахването на неговите недостатъци. Напоследък се наблюдава все повече отдалечаване на социалдемократическите партии от техните корени. Модерната социалдемократическа мисъл разглежда демократичния социализъм като един дълъг и продължителен процес на социални промени, които включва цяла система от етапи, ценности и реформистки преобразувания на обществото.
Като цяло, съвременните поддръжници на социалната демокрация проповядват следните виждания:
- Смесена икономическа система, съставена главно от частна собственост, но и от субсидирани или притежавани от държавата програми за образование, здравеопазване и други социални дейности.
- Правителствени институции, които регулират частните компании с оглед опазване интересите на работещите, консуматорите и за защита на конкуренцията.
- Широка система за социална защита (противодействие на бедността, помощи за безработица, развита пенсионна система).
- Средно до високо данъчно облагане от прогресивен тип за осигуряване на финансиране на правителствените разходи.

## История

### Епохата на Първия интернационал (1863 – 1876)
Корените на социалдемокрацията могат да бъдат проследени до 1860-те години на XIX век, когато последователно през 1864 г. е създадено Международното работническо сдружение със седалище в град Лондон, станало впоследствие известно като Първи интернационал, а на 23 май 1869 г. е създадено и Всеобщото сдружение на немските работници (на немски: Allgemeiner Deutscher Arbeiter-Verein) в Лайпциг, Кралство Саксония, от пруския евреин Фердинанд Ласал.

### Отговор на неолиберализма
Икономическата криза в Западния свят от средата до края на 70-те години на XX в. водят до възход на неолиберализма и избирането на политици с неолиберални платформи като британския министър-председател Маргарет Тачър и американския президент Роналд Рейгън.